# Joss Flühr
 (février 2019).
Si vous disposez d'ouvrages ou d'articles de référence ou si vous connaissez des sites web de qualité traitant du thème abordé ici, merci de compléter l'article en donnant les références utiles à sa vérifiabilité et en les liant à la section « Notes et références ».
Joss Flühr, née Josephine Petronella Maria Flühr le 19 novembre 1940 à Amsterdam,, est une actrice néerlandaise.

## Filmographie

### Cinéma et téléfilms
- 1981-1982 : De lachende scheerkwast (nl) : Marion Drissen-Falderé
- 1982 : Er waren twee koningskinderen : Tante Lydia
- 1984 : Ciske le Filou : Mme Keulemans
- 1984 : Opzoek naar Yolanda (nl) : Conny Drissen
- 1985 : Twee handen op een buik (nl) : Eva
- 1986 : Mama is boos! (nl) : Mary
- 1986 : Plafond over de vloer (nl) : L'infirmière en chef
- 1989 : Zeg 'ns Aaa (nl) : La patiente
- 1990 : Medisch Centrum West (nl) : Saar Liebrechts
- 1990 : We zijn weer thuis (nl) : La sœur du chef
- 1990-1993 : Goede tijden, slechte tijden : Mme Barendsen
- 1991 : Spijkerhoek (nl) : La docteure
- 1991 : De provincie (nl) : Mme van Strijen
- 1992 : Oppassen!!! (nl) : Tante Nel
- 1992-1993 : Niemand de deur uit (nl) : Jacqueline, la secrétaire
- 1993 : Vrouwenvleugel (nl) : Truus de Hoop
- 1994-1998 : Het Zonnetje in Huis (nl) : Trois rôles (Monika, Dame et la réceptionniste Noordwijk)
- 1997 : Goudkust (nl) : Johanna Körber
- 1999 : All Stars (nl) : La bénévole de la cantine
- 1999 : Westenwind (nl) : La mère de Hazelhof
- 2004 : Floris : La sœur
- 2011 : Sonny Boy : La femme sur la plage no 1
- 2012 : Flikken Maastricht : La directrice AZC
- 2013 : Malaika (nl) : Jannie de Groot